# Allonautilus
Allonautilus Ward & Saunder, 1997 è un genere di mollusco cefalopode appartenente ai nautiloidi (ordine Nautilida, famiglia Nautilidae). Le uniche specie note di Allonautilus sono A. scrobiculatus (Lightfoot, 1786) e A. perforatus (Conrad, 1847), quest'ultima molto rara e la cui tassonomia è piuttosto discussa tra i ricercatori. Il genere venne creato da Ward e Saunders specificamente per classificare l'A. scrobiculatus (e il ben più raro A. perforatus) che erano morfologicamente molto diversi dalle altre specie di Nautilidae.
Il genere Allonautilus, come tutti i nautiloidi, è caratterizzato da una conchiglia di carbonato di calcio (sotto forma di aragonite) suddivisa in camere interne da setti. Il corpo del mollusco occupa l'ultima camera (camera di abitazione), mentre le camere interne sono attraversate dal sifone, una struttura organica rivestita parzialmente di conchiolina e aragonite, con funzione di regolazione della pressione dei fluidi interni (gas e liquido camerale) e quindi del galleggiamento. La morfologia della conchiglia (oltre a diverse differenze anatomiche del corpo molle) è uno dei criteri diagnostici fondamentali per il genere, essendo significativamente diversa da quella delle specie del genere Nautilus.

## Descrizione

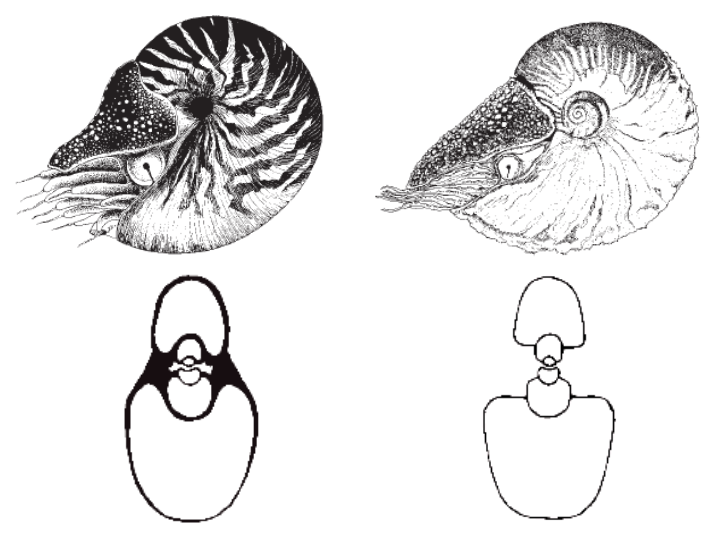
Confronto tra i caratteri di esemplari di Nautilus (a sinistra) e di Allonautilus (a destra). Nelle immagini superiori l'aspetto esterno; nelle immagini inferiori la sezione assiale della conchiglia, mostrante il profilo dei giri, che in Nautilus è ovale-ellittico, in Allonautilus sub-quadrato. Da Jereb e Roper (2005), modificato

La conchiglia è planispirale, ossia con avvolgimento a spirale su di un piano, moderatamente involuta (con parziale ricoprimento dei giri), con dimensioni fino a 18-20 centimetri nell'adulto. Si distingue rispetto al genere Nautilus per avere una conchiglia dotata di ombelico largo con dimensioni di 20% del diametro massimo, con margine ombelicale verticale. I giri interni della conchiglia sono quindi esposti fino all'apice (protoconca). Talora, la parte più interna dei giri può essere assente: in questo caso l'ombelico è perforato. La sezione dei giri è sub-quadrata, e la larghezza della conchiglia è approssimativamente equivalente all'altezza. La superficie esterna è caratterizzata in A. scrobiculatus da uno strato incrostante sul periostraco e da un tipico aspetto reticolato (da cui il nome specifico) derivante dall'incrocio di sottili pieghe (lirae) longitudinali (a decorso spirale) e delle strie di accrescimento, mentre in A. perforatus è liscia. Quest'ultima specie si distingue per la presenza sulla camera di abitazione degli individui maturi di coste ondulate e ben rilevate, che interessano sia la superficie esterna che quella interna. La linea di sutura (cioè la linea di intersezione dei setti con la parete esterna della conchiglia) è leggermente ondulata, con lobo laterale, ombelicale ed interno (dorsale), quest'ultimo caratterizzato al centro da un piccolo lobo supplementare definito lobo anulare, separati da selle appena accennate. Il genere è caratterizzato dalla presenza sulla conchiglia, soprattutto nella parte inferiore dei fianchi e nell'area periombelicale, di uno strato esterno organico (periostraco) molto spesso, composto di "fogli" di sostanza proteica (conchiolina) irregolarmente ondulati e giustapposti, che si originano dallo strato superficiale della parete esterna. Questo elemento è osservabile solo negli esemplari vivi o comunque nelle conchiglie "fresche" (perciò non è conosciuto in A. perforatus, la quale esistenza è nota solamente grazie al ritrovamento di conchiglie).

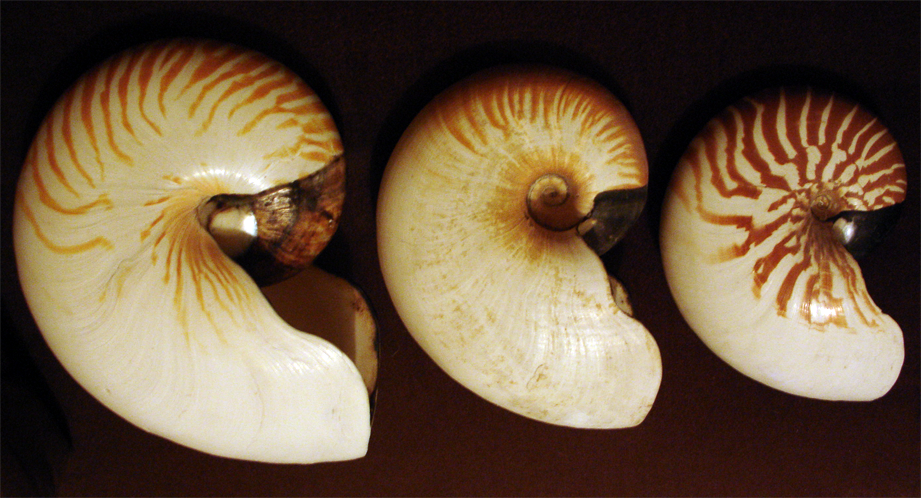
Conchiglia di Allonautilus scrobiculatus (al centro) confrontata con due conchiglie appartenenti a specie del genere Nautilus (a sinistra N. macromphalus; a destra N. pompilius.

La colorazione della conchiglia consiste in sottili strisce di colore rossiccio presenti solo sul ventre e sulla parte superiore dei fianchi, non biforcate; molto diverse da quelle di Nautilus.
Il nauta, cioè la conchiglia allo stadio neanico, che riveste gli esemplari giovanili alla schiusa delle uova, è piuttosto grande (più di 25 millimetri), è già dotato della funzione di regolazione del galleggiamento, con almeno sette setti, ed è caratterizzato dall'ornamentazione reticolata.
Il cappuccio corneo che copre il capo del mollusco, con funzione difensiva, è caratterizzato da escrescenze (papille) molto più rilevate e disposte irregolarmente rispetto a Nautilus. Anche diversi caratteri delle parti molli sono ben distinguibili. Ad esempio, le branchie sono più piccole e composte da un minor numero di elementi (foliole): questo particolare spiegherebbe la minore tolleranza di Allonautilus a condizioni di acqua poco ossigenata, mentre Nautilus risulta piuttosto resistente a condizioni di scarsa ossigenazione. L'apparato riproduttore nei maschi differisce in diversi particolari morfologici (di cui non è ancora ben conosciuta la funzione) del pene e dello spadice.

## Tassonomia
Il genere Allonautilus comprende due specie: 
- Allonautilus scrobiculatus Lightfoot, 1786
- Allonautilus perforatus Conrad, 1849  (nomen dubium)

Per lungo tempo e fino alla fine del ventesimo secolo, le specie del genere Allonautilus sono state comprese entro il genere Nautilus, sebbene le differenze nella morfologia, nell'ornamentazione e nella colorazione della conchiglia fossero evidenti fin da quando la specie A. scrobiculatus è stata descritta per la prima volta, alla fine del diciottesimo secolo. Questa esitazione da parte dei ricercatori si spiega con il fatto che l'anatomia delle parti molli di Allonautilus è rimasta a lungo ignota, limitata ad un singolo rinvenimento (1902) di un esemplare spiaggiato di A. scrobiculatus, parzialmente decomposto, nella baia di Milne (Papua Nuova Guinea), dal quale si è potuto accertare solo che il cappuccio corneo che serve da protezione agli animali quando si ritraggono nella conchiglia è significativamente diverso da quello delle altre specie di Nautilus. 
Occorre attendere il 1984 per le prime catture di esemplari vivi di A. scrobiculatus presso l'isola di Manus. Su questa popolazione di esemplari sono stati eseguiti studi di tipo genetico, comprendenti il sequenziamento del DNA mitocondriale e tecniche di elettroforesi, e i risultati sono stati comparati con quelli di esemplari di Nautilus pompilius, N. belauensis, N. macromphalus e N. stenomphalus. Tra il 1987 e il 1995, i risultati di questi studi hanno indicato univocamente che A. scrobiculatus differisce in maniera significativa dal punto di vista genetico rispetto a tutte le altre specie di Nautilus, mentre queste mostrano tra loro una differenziazione molto scarsa. Questo è in accordo con precedenti studi condotti sull'anatomia delle specie di Nautilus sensu stricto, che hanno mostrato differenze insignificanti, eccetto che per i dettagli morfologici della conchiglia (sulla quale è basata quindi la definizione di queste specie). La dissezione di esemplari completi di A. scrobiculatus ha dimostrato d'altro canto che anche le parti molli differiscono significativamente rispetto a tutte le altre specie di Nautilus. 
Come conseguenza, nel 1997 le specie precedentemente definite come Nautilus scrobiculatus e Nautilus perforatus vengono riunite sotto il nuovo genere Allonautilus.

## Storia evolutiva
Non sono note forme allo stato fossile riferibili sicuramente al genere Allonautilus. La morfologia della conchiglia, parzialmente evoluta con sezione del giro quadrangolare, mostra una significativa convergenza con diversi generi paleozoici e mesozoici, in particolare con  Cenoceras, il più comune genere di nautiloide presente nel Giurassico. Tuttavia, la sutura è considerata un elemento diagnostico più significativo e quest'ultima, più complessa rispetto al genere citato e più simile a quella di Nautilus porta ad escludere questa derivazione. D'altro canto, la sutura sia di Nautilus che di Allonautilus differisce notevolmente, per la minore complessità, da altre forme riscontrabili nel Cenozoico, come Aturia e Hercoglossa, caratterizzate da una sutura fortemente ondulata e angolosa (sutura aturioide), simile a quella goniatitica di alcune ammoniti paleozoiche.
Poiché Nautilus è attestato almeno dal Cenozoico inferiore, con le forme N. cookanum Whitfield (Eocene) e N. praepompilius Shimansky (Oligocene), è più probabile una derivazione di Allonautilus da Nautilus in tempi molto recenti (Pliocene-Pleistocene). Questa derivazione sarebbe anche confermata dal fatto che gli esemplari neanici di Nautilus presentano generalmente una conchiglia parzialmente evoluta con ornamentazione reticolata e un cappuccio simile a quello di Allonautilus, caratteri che poi scompaiono nell'adulto. Si tratterebbe quindi di un caso di differenziazione specifica per pedomorfosi (mantenimento di caratteri giovanili nelle forme adulte).

## Habitat
A. scrobiculatus è stato osservato in vita nell'area dell'arcipelago Bismarck (Nuova Guinea), dove risulta associato con Nautilus pompilius (in rapporto di circa 1/7). Apparentemente, A. scrobiculatus abita lo stesso ambiente di reef esterno profondo (150–400 m di profondità), con abitudini da predatore e carnivoro opportunista. Come tutte le altre specie di nautiloidi viventi, questa forma si sposta durante il giorno a profondità maggiori e tende a risalire verso la superficie di notte.

## Distribuzione
A. scrobiculatus si rinviene nell'Oceano Pacifico sud-occidentale, e il suo areale accertato (considerevolmente più ristretto rispetto alle specie del genere Nautilus sensu stricto), copre l'arcipelago Bismarck (Nuova Guinea) e le Isole Salomone. L'esatta distribuzione di A. perforatus è tuttora sconosciuta, in quanto la specie è nota solo per conchiglie spiaggiate dall'isola di Bali (Indonesia). Sembrerebbe comunque essere assente dalla Nuova Guinea, poiché non vi sono segnalazioni documentate in proposito. Le due specie sarebbero quindi separate geograficamente.